# 87312 Akirasuzuki
87312 Akirasuzuki este un asteroid din centura principală de asteroizi.

## Descriere
87312 Akirasuzuki este un asteroid din centura principală de asteroizi. A fost descoperit pe 23 august 2000 la Bisei Spaceguard Center în cadrul programului BATTeRS. Asteroidul prezintă o orbită caracterizată de o semiaxă mare de 2,59 ua, o excentricitate de 0,15 și o înclinație de 13,1° în raport cu ecliptica.